# Scalable Vector Graphics
Scalable Vector Graphics (скорочено SVG) (з англ. масштабована векторна графіка) — специфікація мови розмітки, що базується на XML, та формат файлів для двомірної векторної графіки, як статичної, так і анімованої та інтерактивної. SVG може бути виключно декларативним, або містити описи сценаріїв. Зображення можуть містити зовнішні лінки шляхом застосування простих XLink-ів. Ця специфікація є відкритим стандартом, розробленим робочою групою англ. SVG Working Group організації World Wide Web Consortium.

## Історія розвитку
SVG був розроблений робочою групою W3C SVG Working Group, починаючи від 1998, після того як Macromedia та Microsoft ввели Vector Markup Language (VML), і водночас Adobe Systems та Sun Microsystems представили конкуруючий формат PGML. Робочу групу очолив Chris Lilley з W3C.
- SVG 1.0 набув статусу рекомендації W3C 4 вересня 2001.[3]
- SVG 1.1 став рекомендацією W3C 14 січня 2003.[4] Специфікація SVG 1.1 має модульну структуру, щоб дозволити реалізовувати підмножину формату в профілях. Крім цього, між SVG 1.1 та SVG 1.0 дуже мало відмінностей.
  - SVG Tiny та SVG Basic (Мобільний профіль SVG) стали рекомендацією W3C водночас, 14 січня 2003. Вони описані як профілі SVG 1.1.
- SVG Tiny 1.2 став кандидатом в рекомендації W3C 10 серпня 2006.[5][6], і офіційною рекомендацією W3C — 22 грудня 2008[7]. SVG Full 1.2 є робочим нарисом (W3C Working Draft). SVG Tiny 1.2 спочатку був випущений як профіль, але пізніше перероблений у повноцінну специфікацію, включаючи всі необхідні частини від SVG 1.1 та SVG 1.2. SVG 1.2 Full додає модулі всередину ядра SVGT 1.2.
- SVG Print додає багатосторінкові документи і обов'язкову підтримку управління кольорами.

### Підтримка в браузерах
| Браузер            | у версіі | підтримує                                         |
| ------------------ | -------- | ------------------------------------------------- |
| Internet Explorer  | 8.0      | ні, вбудована підтримка з'явилась лише в IE9 beta |
| Mozilla Firefox    | з 1.5    | так                                               |
| Netscape Navigator | 9.0      | так                                               |
| Google Chrome      | 3.0      | так                                               |
| Safari             | 4.0      | так                                               |
| Opera              | з 8.0    | так                                               |
| Chromium           | 6.0      | так                                               |

Microsoft приєдналася до W3C SVG Working Group на початку 2010 року, після тривалих вагань стосовно власницьких рішень і конкуруючих рішень в царині вебграфіки.

## Властивості та переваги формату

Малюнок демонструє відмінність між растровою та векторною графіками. Растрове зображення утворене з окремих крапок-пікселів, в той час як векторне зображення утворене з комбінації форм. При збільшенні або деформації пікселі растрового зображення стають помітні, тоді як векторний малюнок зберігає форму

- Текстовий формат — файли SVG можна читати і редагувати за допомогою звичайних текстових редакторів. Працювати з SVG без засобів візуального програмування не складніше ніж з HTML. При прогляданні документів SVG, що містять графіку, є доступ до проглядання коду файлу, що проглядається, і можливість збереження всього документу. Крім того, SVG файли зазвичай виходять меншими за розміром, ніж порівнянні за якістю зображення у форматах JPEG або GIF, а також добре піддаються стисненню.
- Масштабованість — SVG є векторним форматом. Існує можливість збільшити будь-яку частину зображення SVG без втрати якості. Додатково, до елементів SVG документу можливо застосовувати фільтри — спеціальні модифікатори для створення ефектів, подібних вживаним при обробці растрових зображень (розмиття, витискування, складні системи трансформації тощо). В тексті SVG-коду фільтри описуються тегами, візуалізацію яких забезпечує засіб перегляду, що не впливає на розмір початкового файлу, забезпечуючи при цьому необхідну ілюстративну виразність.
- Широко доступне використання растрової графіки в SVG документах. Є можливість вставляти елементи із зображеннями у форматах PNG, GIF або JPG.
- Текст в графіці SVG є текстом, а не зображенням, тому його можна виділяти і копіювати, він індексується пошуковими машинами, не потрібно створювати додаткові метафайли для пошукових серверів.
- Анімація реалізована в SVG за допомогою мови SMIL (Synchronized Multimedia Integration Language), розробленої також консорціумом W3C. Підтримуються скриптові мови на основі специфікації ECMAScript. SVG-елементами можна керувати за допомогою JavaScript. Застосування скриптів і анімації в SVG дозволяє створювати динамічну і інтерактивну графіку. У SVG забезпечується подієва модель, відстежуються події (завантаження сторінки, зміна її параметрів, події миші, клавіатури тощо). Анімація може запускатися по певній події (наприклад «onmouseover» або «onclick»), що додає графіці інтерактивність. У кожного елементу є свої власні події, до яких можна прив'язувати окремі скрипти.
- SVG — відкритий стандарт. На відміну від деяких інших форматів, SVG не є чиєюсь власністю.
- SVG документи легко інтегруються з HTML і XHTML документами. Зовнішні SVG підключаються через тег <embed>, значення атрибуту src ім'я файлу з розширенням «.svg», що містить розмітку SVG. Атрибути width і height визначають розміри області SVG по горизонталі і по вертикалі. Елементи SVG сумісні з HTML і DHTML.
- Сумісність з CSS (англ. Cascading Style Sheets). Відображенням (форматуванням і декоруванням) SVG елементів можна управляти за допомогою таблиці стилів CSS 2.0 і її розширень, або безпосередньо за допомогою атрибутів SVG елементів.

SVG надає всі переваги XML:
- Можливість роботи в різних середовищах.
- Інтернаціоналізація (підтримка Юнікоду).
- Широка доступність для різних застосувань.
- Легка модифікація через стандартні API — наприклад, DOM. SVG підтримує стандартизовану W3C об'єктну модель документу DOM, забезпечуючи доступ до будь-якого елементу, що дає широкі можливості з динамічної модифікації елементів, їхніх атрибутів і подій.
- Легке перетворення таблицями стилів XSLT. Як будь-який заснований на XML формат, SVG дає можливість використовувати для його обробки таблиці трансформації (XSLT). Перетворюючи XML-дані в SVG за допомогою простого XSL, можна легко отримати графічне представлення будь-яких даних, наприклад візуалізувати хімічні молекули, описаних на мові CML (Chemical Markup Language).

## Структура SVG документа
Перший рядок — стандартний заголовок XML, оголошення (англ. XML declaration), який вказує версію XML (version) (зазвичай «1.0») і кодування символів (encoding) (бажано використовувати Юнікод кодування UTF-8 або UTF-16, але інші так само допустимі, наприклад, Windows-1251 і KOI-8):
```
<?xml version="1.0" encoding="UTF-8"?>

```

У другому і третьому рядках повинен розташовуватися заголовок DOCTYPE, що визначає тип документа (Document Type Definitions) DTD:
```
<!DOCTYPE svg PUBLIC "-//W3C//DTD SVG 1.1//EN"

    "http://www.w3.org/Graphics/SVG/1.1/DTD/svg11.dtd">

```

На жаль, в деяких випадках при застосуванні Mozilla Firefox з вбудованим переглядачем SVG, зміст оголошення DOCTYPE може бути джерелом помилок. Є рекомендації не використовувати декларацію DOCTYPE в SVG версій 1.0 і 1.1. Натомість рекомендовано включати атрибут baseProfile в кореневий елемент <svg> зі значенням «full». Якщо з якихось причин декларація DOCTYPE в документі необхідна, рекомендовано використовувати порожню декларацію, як в прикладі.
```
<!DOCTYPE svg [ 

    <!-- ваші дані -->
   
]>

```

У четвертому рядку, розміщується кореневий елемент документа з вказівкою простору імен SVG
```
<svg
 
version =
 
"1.1"

     
baseProfile=
"full"

     
xmlns =
 
"http://www.w3.org/2000/svg"
 

     
xmlns:xlink =
 
"http://www.w3.org/1999/xlink"

     
xmlns:ev =
 
"http://www.w3.org/2001/xml-events"

     
height =
 
"100%"
  
width =
 
"100%"
>

</svg>

```

Далі йде решта тексту документа, вкладена в кореневий елемент, де власне розташовуються елементи, що описують зміст кодованої сцени. Завершується документ завжди закриттям кореневого тегу </svg>.

### Приклад

Простий статичний документ SVG (містить: контур квадрата розміром 400 пікселів і три напівпрозорі кола радіусом 100 пікселів, по центру квадрата, кожне коло зміщується від центру квадрата приблизно на пів радіусу).
Для відображення малюнку потрібний браузер з вбудованим переглядом формату чи зі встановленим плагіном.

Кресленик виконано в КОМПАС-Графік та експортовано у SVG формат

```
<?xml version="1.0" encoding="utf-8" standalone="yes"?>

<svg
 
version =
 
"1.1"

     
baseProfile=
"full"

     
xmlns =
 
"http://www.w3.org/2000/svg"
 

     
xmlns:xlink =
 
"http://www.w3.org/1999/xlink"

     
xmlns:ev =
 
"http://www.w3.org/2001/xml-events"

     
height =
 
"400px"
  
width =
 
"400px"
>

     
<rect
 
x=
"0"
 
y=
"0"
 
width=
"400"
 
height=
"400"
 
fill=
"none"
 
stroke=
"black"
 
stroke-width=
"5px"
 
stroke-opacity=
"0.5"
/>

     
<g
 
fill-opacity=
"0.7"
 
stroke=
"black"
 
stroke-width=
"0.5px"
>

        
<circle
 
cx=
"200px"
 
cy=
"200px"
 
r=
"100px"
 
fill=
"red"
   
transform=
"translate(  0,-50)"
 
/>

        
<circle
 
cx=
"200px"
 
cy=
"200px"
 
r=
"100px"
 
fill=
"blue"
  
transform=
"translate( 70, 50)"
 
/>

        
<circle
 
cx=
"200px"
 
cy=
"200px"
 
r=
"100px"
 
fill=
"green"
 
transform=
"translate(-70, 50)"
 
/>

     
</g>

</svg>

```

## Стиснення SVGZ
Оскільки код SVG займає досить багато місця, була створена «обгортка» SVGZ, коли файл SVG упаковують в gzip, а отриманому архіву зазвичай надають розширення «SVGZ».
SVG добре стискається, оскільки це текстовий XML-документ, що має регулярну структуру.

## Специфікації стандарту
- SVG 1.2 (попередній) [Архівовано 5 квітня 2008 у Wayback Machine.]
- SVG 1.1 [Архівовано 16 вересня 2012 у Wayback Machine.]
- SVG мобільний 1.2 (попередній) [Архівовано 12 січня 2008 у Wayback Machine.]
- SVG мобільний [Архівовано 18 квітня 2008 у Wayback Machine.]
- SVG друк [Архівовано 18 квітня 2008 у Wayback Machine.]
- SVG вимоги (попередній) [Архівовано 18 квітня 2008 у Wayback Machine.]

## Виноски
1. ↑  M Media Type registration for image/svg+xml. Архів оригіналу за 14 березня 2016. Процитовано 18 січня 2008.
2. ↑  Watt, Andrew; Chris Lilley, Daniel J. Ayers et al (2003). SVG Unleashed. Indianapolis: SAMS. с. P. 77. ISBN 0-672-32429-6. {{cite book}}: |page= має зайвий текст (довідка)
3. ↑  W3C Recommendation, SVG 1.0 Specification [Архівовано 11 травня 2008 у Wayback Machine.] (2001-09-04)
4. ↑  W3C Recommendation, SVG 1.1 Specification [Архівовано 16 вересня 2012 у Wayback Machine.] (2003-01-14)
5. ↑  W3C Candidate Recommendation, SVG Tiny 1.2 Specification [Архівовано 18 квітня 2008 у Wayback Machine.] (2006-08-10)
6. ↑  SVG Tiny 1.2 is now a Candidate Recommendation. Архів оригіналу за 24 червня 2008. Процитовано 25 квітня 2008.
7. ↑  SVG Tiny 1.2 Advances State of the Art for Web Graphics. Архів оригіналу за 4 січня 2010. Процитовано 7 січня 2010.
8. ↑  Svensson, Peter (10 вересня 2008). Creator of Web spots a flaw in Internet Explorer (англ.). Associated Press, msnbc.com. Архів оригіналу за 25 серпня 2011. Процитовано 30 листопада 2009. {{cite news}}: Проігноровано невідомий параметр |description= (довідка)
9. ↑  HTML5, Hardware Accelerated: First IE9 Platform Preview Available for Developers. Архів оригіналу за 22 березня 2010. Процитовано 17 березня 2010.
10. ↑  Platform Preview gives Web developers first taste of IE9. Архів оригіналу за 22 березня 2010. Процитовано 17 березня 2010.
11. ↑  Brockmeier, Joe (30 листопада 2005). Review: Firefox 1.5 and Thunderbird 1.5. Linux.com (англ.). Процитовано 30 листопада 2009.
12. ↑  Microsoft Joins W3C SVG Working Group. Архів оригіналу за 8 січня 2010. Процитовано 7 січня 2010.
13. ↑  SVG Authoring Guidelines: Don't include a DOCTYPE declaration [Архівовано 14 квітня 2008 у Wayback Machine.](англ.)
14. ↑  Minimizing SVG File Sizes - SVG 1.1 Specification. Архів оригіналу за 30 вересня 2011. Процитовано 21 серпня 2011.

### Бібліотеки
- Відкриті SVG-кліпарти (openclipart.org)

### Програмне забезпечення
- Adobe SVG Viewer [Архівовано 17 січня 2006 у Wayback Machine.], зокрема і плагін для підтримки формату в IE6.
- Renesis Player, плагін для Internet Explorer, Windows File Explorer та окремий власне плеєр.
- Сайт [Архівовано 4 жовтня 2020 у Wayback Machine.] Inkscape (вільний векторний графічний пакет для роботи з SVG).